# Woolder Es
Woolder Es of Woolderes is een buurt in het westen van de Nederlandse stad Hengelo (provincie Overijssel). Deze buurt maakt deel uit van de wijk Woolde en ligt ten zuiden van de spoorlijn Hengelo-Almelo en ten noorden van de Deldenerstraat.